# Ran-D
Ran-D, de son vrai nom Randy Wieland, né le 18 mai 1981 à Zeeland aux Pays-Bas, est un producteur et disc jockey de hardstyle néerlandais. Au fil de sa carrière, il joue dans plusieurs festivals majeurs tels que Defqon.1, Q-Base, In Qontrol et Decibel Outdoor. Wieland est affilié aux labels discographiques Scantraxx Records et A² Records. En 2015, il fonde le label indépendant Roughstate aux côtés de Frequencerz, Adaro et B-Front. Il est également l'un des membres du live-act Gunz 4 Hire.

## Biographie
En 2012, il participe au festival Decibel et à la publication de l'album homonyme accueilli d'une note de 88 sur 100 sur Partyflock. En 2013, il mixe le premier disque de l'album Q-Base 2013.
En 2014, Ran-D participe à l'album d'Headhunterz Hard With Style – Certified One. La même année, plusieurs de ses chansons telles que Antidote avec Endymion et Animals avec Hard Driver sont listées aux Q-dance Hardstyle Top 100 de 2014. Fin 2014, des rumeurs circulent selon lesquelles Ran-D lancerait un nouveau label discographique indépendant orienté hardstyle.
En janvier 2015, dans une entrevue avec Hardstyle Mag, lui et Adaro annoncent effectivement le lancement prochain d'un nouveau label. En mars 2015, il annonce en parallèle aux Frequencerz, Adaro et B-Front, le lancement officiel du label raw hardstyle appelé Roughstate,. Les producteurs travaillent ensuite sur de nombreuses nouvelles chansons et se préparent à accueillir les groupes auxquels ils sont affiliés : B-Freqz et Gunz For Hire. Selon Partyflock, « les quatre compères ne représentent pas moins que la qualité et le lancement de la nouvelle musique. Ils sont chacun respectivement des héros du hardstyle, mais ensemble, ils forment une alliance incomparable ! » En juin 2015, ils représenteront leur nouveau label sous le nom Roughstate Showcase au festival Dreamfields.
En 2016, Ran-D sort une reprise hard-style de la chanson Zombie de The Cranberries